# Orococcus cryophilus
Orococcus cryophilus är en insektsart som först beskrevs av De Lotto 1961.  Orococcus cryophilus ingår i släktet Orococcus och familjen ullsköldlöss.
Artens utbredningsområde är Kenya. Inga underarter finns listade i Catalogue of Life.